# Société des Artistes Français
La Sociedad de artistas franceses (en francés: Société des artistes français) es una asociación de pintores y escultores franceses creada en 1881. Su exposición anual llevó por nombre "Salon des artistes français" (no debe confundirse con el más conocido "Salón de París", fundado en 1673). Cuando se creó la sociedad, reunió a todos los artistas franceses del momento. En un principio, la presidencia estaba reservada a un pintor y la vicepresidencia, a un escultor. La tarea principal de la Société era organizar el Salón anual, desde que el gobierno francés dejó de hacerlo.

## Secesión
En diciembre de 1890, el presidente Bouguereau sugirió que el Salón debería ser una exposición de artistas jóvenes, pero no reconocidos. Jean-Louis-Ernest Meissonier, Pierre Puvis de Chavannes, Auguste Rodin y otros rechazaron esta propuesta y abandonaron la organización. Rápidamente crearon su propia exposición, la Société Nationale des Beaux-Arts, en 1899. También fue nombrado Salón, oficialmente Salon de la Société Nationale des Beaux-Arts y más comúnmente Salon du Champs de Mars.

## Presidentes de la asociación desde 1881
| - 1881: Antoine-Nicolas Bailly, arquitecto - 1891: Leon Bonnat, pintor - 1896: Édouard Detaille, pintor - 1900: Jean-Paul Laurens, pintor - 1901: William Bouguereau, pintor - 1904: Tony Robert-Fleury, pintor - 1907: Henri-Paul Nénot, arquitecto - 1910: Victor Laloux, arquitecto - 1913: Antonin Mercie, escultor - 1917: Francois Flameng, painter - 1920: Victor Laloux, arquitecto - 1922: Jules Coutan, escultor - 1924: Henri-Paul Nénot, arquitecto - 1926: Paul Chabas, pintor - 1936: Alphonse Defrasse, arquitecto - 1939: Albert Tournaire, arquitecto | - 1941: Henri Bouchard, escultor - 1945: Albert Tournaire, arquitecto - 1947: Jules Formigé, arquitecto - 1955: Georges Labro, arquitecto - 1959: Jean-Gabriel Goulinat, pintor - 1965: Georges Cheyssial, pintor - 1977: Georges Muguet, escultor - 1979: Paul Ambille, pintor - 1981: Arnaud d'Hauterives, pintor - 1991: Jean-Marie Zacchi, pintor - 1994: Jean Campistron, pintor - 1997: Françoise Zig-Tribouilloy, grabador - 2000: Christian Billet, pintor - 2010: Viviane Guybet, escultor - 2013: Martine Delaleuf, arquitecto |

## Actualidad
El Société des Artistes Français todavía existe y organiza cada año el "Salon des Artistes Français". Su actual presidenta es Martine Delaleuf.